# مقاطعة هاوارد (آيوا)
مقاطعة هاوارد (بالإنجليزية: Howard County)‏ هي إحدى مقاطعات ولاية آيوا في الولايات المتحدة الأمريكية.